# Praxeme
Praxeme est une méthode d'architecture d'entreprise dans le domaine informatique destinée aux entités choisissant une structure orientée services. Le mot est une contraction de « praxis » (l'action) et « semeion » (le sens).  

## Historique
En 2003, un investissement de la SAGEM a permis de jeter les bases de la méthode Praxeme. L'année suivante, la SMABTP a financé les procédés de conception nécessaires à la refonte de son système d'information en architecture de services (Service Oriented Architectecture, SOA). L'enrichissement de la méthode s'est poursuivi avec les contributions de l'armée de terre, des Caisses d'Allocations Familiales et du groupe AXA. La Direction Générale de la Modernisation de l'État (DGME, dans son référentiel général d'interopérabilité, recommande l'utilisation de la méthode Praxeme pour « répondre au besoin de  modélisation des processus, des acteurs et des objets métier. »
En 2006 a été fondé le Praxeme Institute, association de loi juillet 1901, qui est le dépositaire du fonds Praxeme et le garant de son caractère public (cf. statuts de l'association). Cet institut vise à rendre les apports des sciences plus facilement utilisables dans l'entreprise par une approche interdisciplinaire.

## Positionnement de la méthode
Praxeme est une méthode d'entreprise qui ambitionne de couvrir tous les aspects de l'entreprise, de la stratégie au déploiement. Elle contient des procédés de conception du système d'information et des systèmes informatiques de l'entreprise. Elle cherche à concilier différentes approches de modélisation. Notamment, elle propose une technique de modélisation sémantique qui tire profit de l'approche orientée objet, pour formaliser la connaissance des fondamentaux d'un métier. 
Praxeme veut s'inscrire dans la tradition méthodologique des trente dernières années et reprendre les héritages de Merise, de TACT, des méthodes d'analyse-conception, du framework de Zachman... qu'elle souhaite actualiser en tenant compte des avancées récentes (SOA, BPM, ontologies, terminologie...). 
Elle cherche à synthétiser ces approches, en les articulant conformément au standard MDA (Model Driven Architecture). Elle recourt à la notation UML (Unified Modeling Language). 
Ses techniques de modélisation visent à permettre de décrire rigoureusement le « Système Entreprise » (au sens de l'approche systémique), c'est-à-dire l'entreprise elle-même qui se perçoit comme un système, dans un effort de rationalisation. 
La notion de « Système Entreprise » s'applique aux entreprises et organismes aussi bien qu'à tout système d'action - organisé et tendu vers un but. Praxeme a en effet déjà été appliquée dans des contextes aussi différents que, par exemple, les assurances, l'énergie, la distribution, les drones et les systèmes d'armement...

## Contenu de la méthode
Praxeme joue sur les deux sens du terme « entreprise » : l'organisation humaine et l'action. Dans les deux cas, il s'agit d'objets complexes. 
Afin d'appréhender cette complexité et de maîtriser l'action, la méthode distingue plusieurs aspects formellement identifiés et définis. C'est le principe déjà connu des niveaux d'abstraction et de leurs modèles (au sens Merise), ou « separation of concerns » (au sens des méthodes anglo-saxonnes). 
Ainsi, la dite « topologie du Système Entreprise » définit dans Praxeme neuf « aspects », par lesquels se structureront toute la documentation comme les décisions de l'entreprise et de ses projets... La raison d'être de ces aspects est que, suivant des rythmes et des évolutions différents, leur séparation permet de réduire la complexité et d'optimiser les efforts de transformation à accomplir. (Ainsi, par exemple, le cycle de vie de la technologie est bien plus court que le cycle de vie des concepts « métier ».)

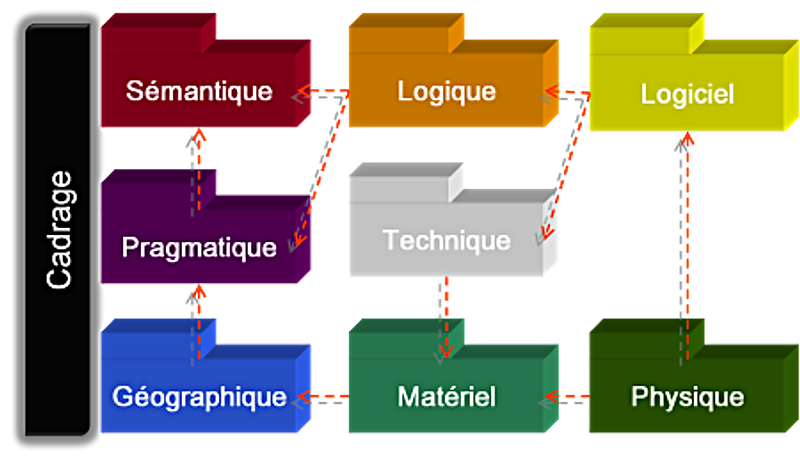
La Topologie du Système ENtreprise (TSE) est le cadre de travail de Praxeme

## Topologie du Système Entreprise (les aspects)
La Topologie du Système Entreprise qui représente le cadre de référence Praxeme (framework méthodologique), distingue dans sa version 1 neuf aspects :

### Aspect politique (dit aussi «téléonomique» ou «cadrage»)
Cet aspect réunit l'ensemble des formulations en amont des modèles : valeurs, objectifs (préoccupation stratégiques, buts et objectifs de l'entreprise), exigences et vocabulaire.

### Aspect sémantique
Cet aspect isole les fondamentaux du métier, abstraction faite de l'organisation et des habitudes de travail. Le modèle sémantique décrit les objets « métier » sous les trois angles de l'information, de l'action et de la transformation (automates à états). Ces éléments sont représentés par des attributs et opérations de classes ainsi que par des automates à états. La classe est une catégorie de représentation qui correspond aux objets et aux concepts.

### Aspect pragmatique
Cet aspect s'intéresse aux acteurs, à leur rôle, à l'organisation, à la distribution des responsabilités dans les processus. Praxeme préconise de décrire les situations élémentaires de travail sous la forme de cas d'utilisation, cette unité de représentation assurant le lien avec la conception informatique.

### Aspect géographique
Sous cet aspect sont placées les préoccupations de la localisation des moyens que l'entreprise mobilise. On y aborde également des questions comme le travail à domicile, les activités nomades, la continuité de service, l'externalisation... Le modèle géographique fixe des choix qui permettent de concevoir et dimensionner les infrastructures (aspect matériel).

### Aspect matériel
Il s'agit de l'infrastructure et de la logistique nécessaires aux activités de l'entreprise. Les informaticiens y trouvent les machines et les réseaux qui vont conditionner une partie des choix techniques. Mais on y range également les autres moyens logistiques, pour l'activité courante comme pour les situations de crise. L'architecture matérielle est déterminée en grande partie par la géographie de l'entreprise (notion de site).

### Aspect logique
Il s'agit d'un aspect intermédiaire, trait d'union entre la vue « métier » et la vue informatique. Ainsi, il assure le découplage entre ces deux univers. C'est le lieu où l'architecte élabore la structure optimale du système, dans une relative indépendance par rapport aux choix technologiques. Praxeme propose des règles de dérivation qui, appliquées aux modèles sémantiques et pragmatiques, permettent de déduire les services logiques (au sens de l'approche SOA). Également, l'aspect logique offre à l'urbanisation des systèmes d'information, la description stable et formelle nécessaire à la conduite de cette politique de long terme.

### Aspect technique
Cet aspect réunit les préoccupations des concepteurs chargés de la réalisation des constituants logiques, c'est-à-dire de leur traduction en logiciel. L'architecture technique examine les possibilités et contraintes liées à l'état de l'art des technologies disponibles. Outre les choix techniques, elle établit les règles de mise en œuvre et les règles de transposition du modèle logique vers le logiciel. Praxeme insiste sur le moment de la « négociation logique/technique » et donne les moyens de concilier ces deux expertises si différentes et également nécessaires que sont l'architecture technique et l'architecture logique.

### Aspect logiciel
Cet aspect est celui des programmes informatiques et composants logiciels. On y trouve les produits informatiques, leur documentation, les jeux de tests, les configurations, etc. C'est sous cet aspect qu'est traitée la problématique de l'intégration des progiciels.

### Aspect physique
Aboutissement de la chaîne de transformation, l'architecture physique résulte de la projection de l'architecture du logiciel sur l'architecture matérielle. On y traite des questions de déploiement, de synchronisation, de services techniques (grid computing, bases de données, virtualisation...).
La Topologie du Système Entreprise articule soigneusement ces aspects. C'est ce qui permet de mettre en ordre l'ensemble de la documentation et de définir les règles de passage d'un aspect à un autre. Ceci est détaillé dans un méta-modèle.
Pour chacun de ces aspects, Praxeme propose des procédés (cf. Guides méthodologiques). 

## Projet d'élaboration
Praxeme résulte à la base d'une initiative publique qui se fonde sur la mutualisation des investissements. En conséquence, tous ses éléments sont donc publiés en libre accès sous licence Creative Commons, tout d'abord en français et anglais. 
Les travaux se poursuivent dans le but de couvrir complètement le champ de la méthode, balisé par le schéma Pro3 (Pro Cube) :
- Produit : ce que l'on fabrique ou transforme (l'entreprise, un processus, un logiciel, un système de systèmes...) ;
- Processus : comment on s'organise collectivement (gouvernance, processus de transformation, processus de développement, organisation des compétences...) ;
- Procédés : comment on travaille (niveau individuel des procédures et méthodes).

La première dimension se structure selon la Topologie du Système Entreprise présentée ci-dessus. 
La deuxième dimension contient des éléments de démarches tant au niveau de l'entreprise qu'à celui du projet. 
La troisième dimension contient des procédés de modélisation et des formulaires, outre une méthode de test et de conception des bases de données....
Le Praxeme Institute, dans le but de continuer ce travail et pouvoir proposer au marché une méthode complète, a noué différents partenariats et cherche à fédérer les énergies disponibles : CESAMES (Centre d'excellence sur l'architecture, le management et l'économie des systèmes) et École Polytechnique, SEMIC.eu, Société française de terminologie, etc.